# Eduardo Nakayama

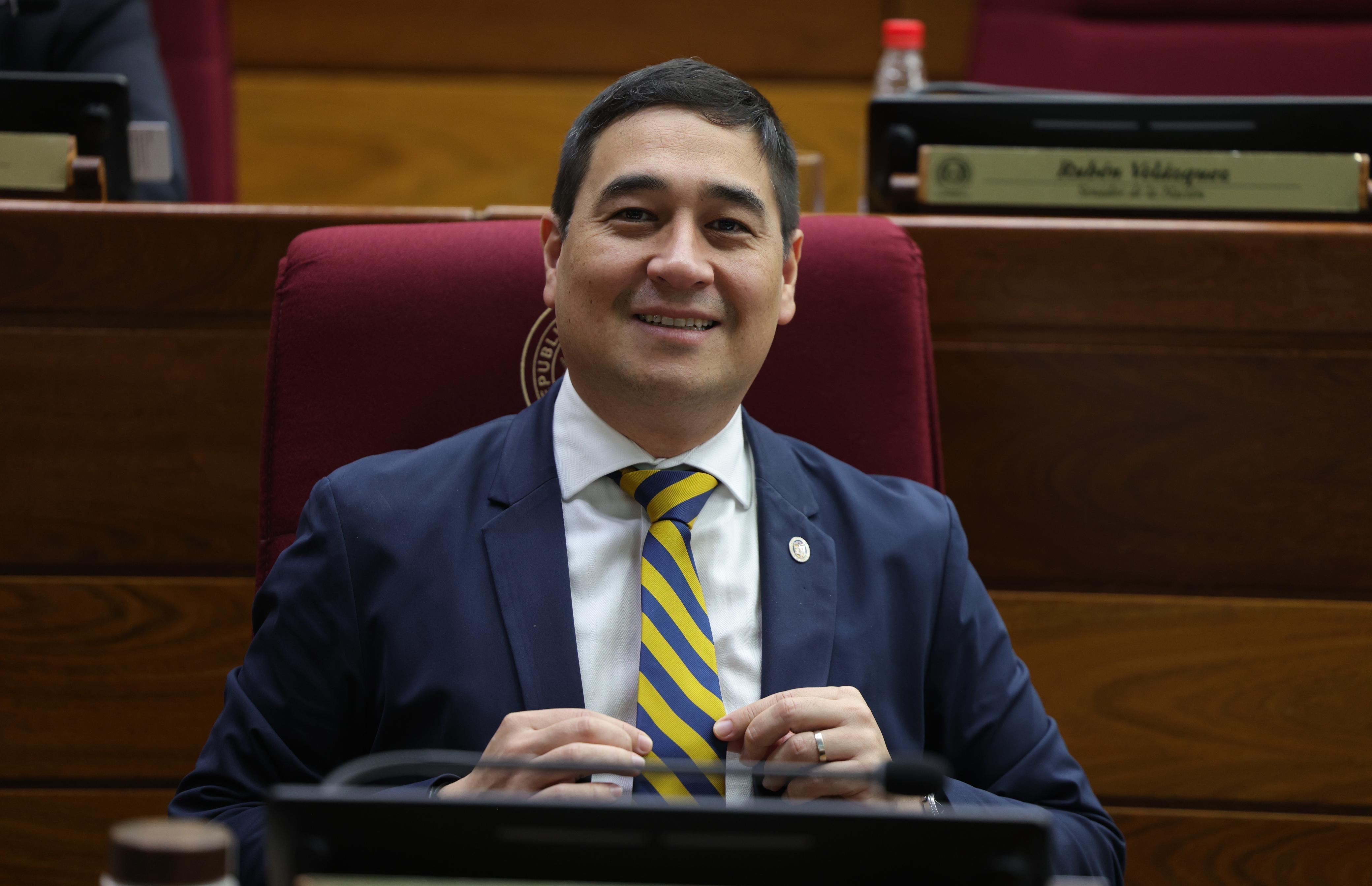

Eduardo Hirohito Nakayama Rojas (Asunción, 13 de agosto de 1979) es un abogado, historiador y político paraguayo. Desde 2023 es senador nacional, por el Partido Liberal.
Anteriormente se candidató a la Intendencia de Asunción en 2021, donde se llevó el 42,11 % de los votos, perdiendo contra el colorado Nenecho Rodríguez un escaso margen del 5 %.

## Biografía

### Vida personal y familiar
Nació el 13 de agosto de 1979 en Asunción, hijo del médico traumatólogo Mateo Nakayama y la docente Margarita Rojas. Por el lado paterno es de ascendencia japonesa, siendo sus abuelos inmigrantes oriundos de Nagasaki, quienes llegaron al Paraguay para escapar la persecución a los católicos. Tiene un hermano mayor, el arquitecto Mateo Nakayama.
Nakayama no conoció a su padre, quien murió de un infarto a los cuarenta años, mientras su madre estaba embarazada.
Tuvo dos hijos con su primera esposa, de quien se divorció en 2005. En 2008 se casó con la contadora y empresaria Gilda María Concepción Velázquez Martínez, con quien tuvo dos hijos más.

### Educación
Realizó la primaria y secundaria en el colegio Cristo Rey de los jesuitas en Asunción.
Es abogado por la Facultad de Derecho y Ciencias Sociales de la Universidad Nacional de Asunción, especialista en Derecho de Seguros por la Universidad de Salamanca y posgraduado en dirección estratégica por la Universidad de Belgrano.
Es máster en historia de la Universidad de Passo Fundo y posgraduado en Gobernanza en Seguridad y Defensa por el Centro Perry de la National Defense University en Washington.

## Trayectoria política
Nakayama proviene por el lado materno de una tradicional familia liberal de Caballero Pueblo, siendo algunos de sus antepasados líderes históricos del partido.
Afiliado al PLRA desde el año 1998, acompañó distintas elecciones como militante del movimiento del exvicepresidente Julio César Yoyito Franco, posteriormente acompañó como docente la formación de filas liberales y en 2015 fundó, junto con otros referentes partidarios, la Academia Liberal de Historia. Un año después, en 2016, fundó su propio movimiento interno dentro del partido, Renovación Azul (Lista 50), que utilizó en todas las elecciones internas en las que postuló hasta lograr un escaño en la Cámara de Senadores.

### Elecciones municipales de 2021
En 2021 fue el candidato liberal para la intendencia de Asunción, liderando la coalición política Alianza Juntos por Asunción. Sus principales propuestas fueron limpiar de planilleros (funcionarios contratados por afiliación partidaria o nepotismo) la municipalidad, renovar el centro histórico y transformar radicalmente el sistema de transporte público, invirtiendo en buses eléctricos e instalando un metro subterráneo desde el centro de San Lorenzo hasta el puerto de Asunción.
Se enfrentó al titular Nenecho Rodríguez, del Partido Colorado, quien hizo comentarios racistas sobre Nakayama durante la campaña, por los que luego se disculpó. Su otra contrincante fue Johanna Ortega, de la alianza Asunción para Todos que aglutinaba a partidos y organizaciones de izquierda. 
Finalmente terminó segundo, llevándose el 42,11 % de los votos, frente al 47,50 % de Rodríguez.

### Elecciones generales de 2023
En 2021, luego de la derrota en las municipales, Nakayama anunció su precandidatura al Senado en vista a las elecciones generales de 2023.
Las elecciones internas de la Concertación Nacional (coalición política de partidos opositores, incluyendo el PLRA) se celebraron el 18 de diciembre de 2022, siendo Nakayama electo candidato para el Senado, parte de la lista de la Alianza Senadores por la Patria. Sin embargo, Nakayama acusó a las internas liberales de ser fraudulentas, alegando que deberían ser anuladas.
Para la presidencia y vicepresidencia apoyó a Efraín Alegre y Soledad Núñez respectivamente.
Fue electo senador, con 28.507 votos, siendo el sexto más votado de su lista y el número 20 de 45 en el orden del Senado.
El 28 de noviembre de 2023, Eduardo Nakayama anunció en sus redes sociales que renunciaba a su filiación al Partido Liberal Radical Auténtico, en su decisión responsabilizándo al partido, que se encontraba "entregado" y a los legisladores liberales que se aliaron con el bloque liderado por el expresidente Horacio Cartes dentro de la ANR, Honor Colorado. La renuncia se oficializó el 4 de diciembre de 2023
El 11 de mayo, Nakayama anunció la creación del Partido de los Liberales.

## Trayectoria profesional y académica
En el ámbito privado, Eduardo Nakayama ha trabajado desde muy joven en el sector asegurador, destacándose posteriormente como ejecutivo y asesor especialista en derecho de seguros, habiendo colaborado con muchas compañías de seguros del Paraguay y del extranjero, escribiendo y publicando distintos artículos. Ha sido miembro fundador del Instituto Paraguayo de Derecho de Seguros y miembro de la sección Paraguaya de la Asociación Internacional de Derecho de Seguros (AIDA).
En su faceta de historiador, Eduardo Nakayama ha integrado la Asociación Cultural Mandu'arã desde su fundación en el año 2009, siendo presidente de la misma en el período 2013-2015. Es académico correspondiente de la Academia Paraguaya de la Historia, del Instituto de Investigaciones Históricas y Culturales de Corrientes (Argentina), del Instituto de Geografía e Historia de Mato Grosso do Sul (Brasil), del Instituto de Geografía e Historia Militar del Brasil (Río de Janeiro, Brasil) y del Instituto Argentino de Historia Militar (Buenos Aires, Argentina). Integra el Grupo de Investigaciones de la Cuenca del Plata de la Universidade de Passo Fundo, coordinado por el pós doctor en Historia Mário Maéstri Filho en Porto Alegre (Brasil), reconocido académico especialista en historia de la esclavitud en Brasil y defensor de la tesis paraguaya en la guerra de la Triple Alianza.
Nakayama ha escrito innumerables artículos sobre economía, política e historia paraguaya y regional, además de liberalismo. En el plano extrarregional, es partidario de un equilibrio hemisférico panamericano, además de la tesis de independencia de Taiwán frente a la pretensión anexionista de China bajo la política de One China Policy, abogando por la paz en el estrecho de Taiwán.
Algunos de sus libros publicados son: 
- La Fortaleza de Humaitá: La Sebastopol de América (2015).

- Paysandú: Antesala de una tragedia (2018).[24]